# Radès
Koordinaten: 36° 46′ N, 10° 17′ O

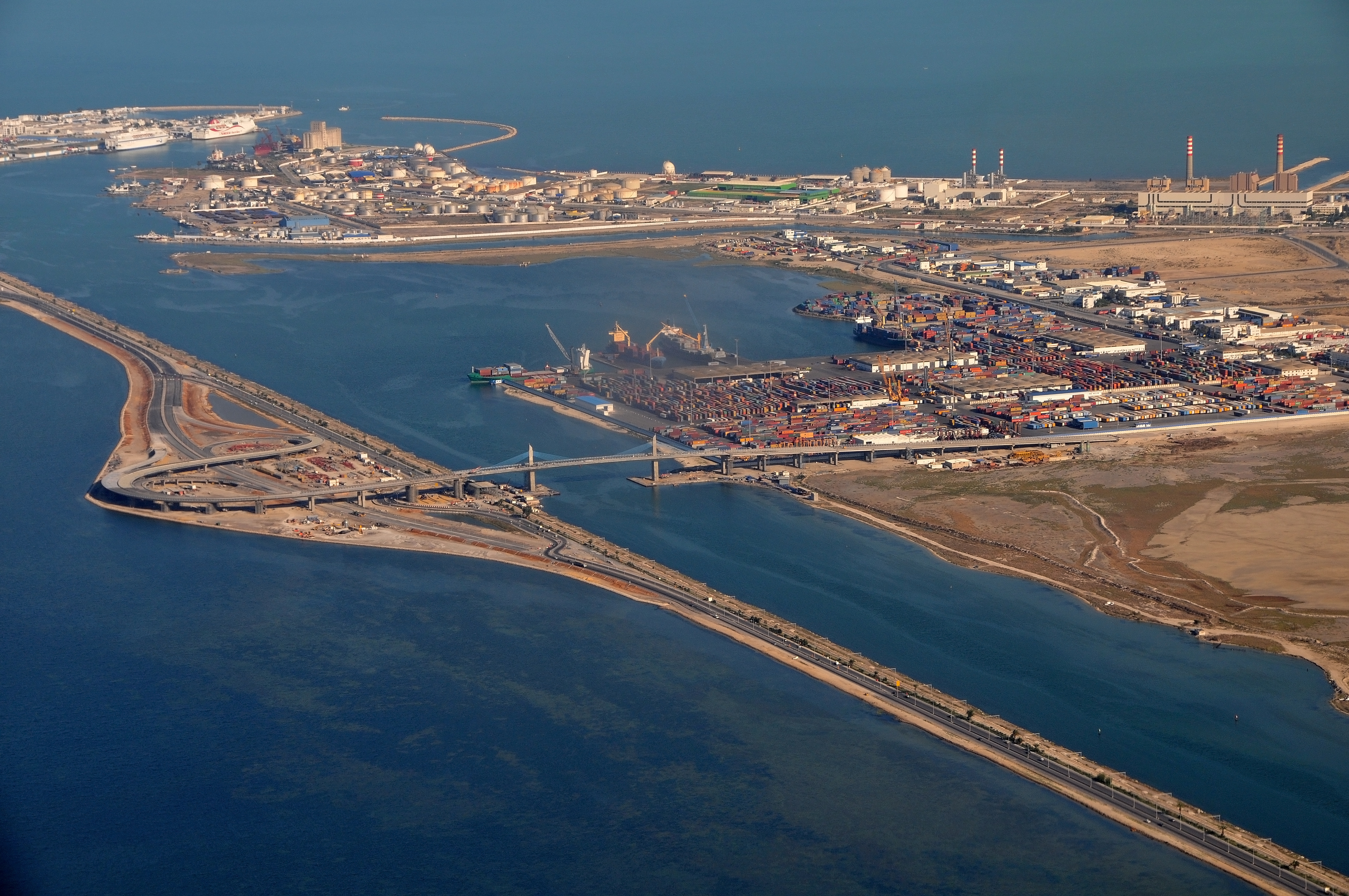
Hafen von Radès

Radès (arabisch رادس, DMG Rādis) ist eine Hafenstadt im Gouvernement Ben Arous in Tunesien mit 59.794 Einwohnern (Zensus 2014). Sie befindet sich rund neun Kilometer südöstlich der Hauptstadt Tunis und hatte im Jahr 2004 etwa 45.000 Einwohner. Manchmal wird Radès auch als Vorort zur Stadt Tunis gezählt.

## Geschichte
Im Altertum wurde Radès als Maxula oder Maxula per rates bezeichnet. Nachdem bis etwa 1985 La Goulette diese Funktion zukam, befindet sich seither in Radès der Guterhäfen der Hauptstadt. Es entstand ein großes Industriegebiet, in dem Firmen wie STEG, Pfaff, SMTT und Germanetti ansässig wurden.

## Sport
In Radès befindet sich zudem das Stadion des 14. Januar, das tunesische Nationalstadion, das für Fußball- und Leichtathletik-Veranstaltungen genutzt wird und Heimspielstätte der tunesischen Fußballnationalmannschaft ist. Radès hat eine Basketballkultur, der Verein Étoile Sportive de Radès wurde 1948 gegründet und errang viele Meisterschaften im Basketball.

## Söhne und Töchter der Stadt
- Mabrouk Saidi (* 1845), Bürgermeister
- Ahlem Mansouri (* 1985), Fußballspielerin
- Yassine Chikhaoui (* 1986), Fußballspieler
- Ahmed Jaziri (* 1997), Leichtathlet